# آرثر موراي برستون
آرثر موراي برستون (بالإنجليزية: Arthur Murray Preston) هو ضابط أمريكي، ولد في 1 نوفمبر 1913 في ماريلند في الولايات المتحدة، وتوفي في 7 يناير 1968.